# Rhodopteryx pulchripennis
Rhodopteryx pulchripennis är en insektsart som beskrevs av Francois Jules Pictet de la Rive 1888. Rhodopteryx pulchripennis ingår i släktet Rhodopteryx och familjen vårtbitare. Inga underarter finns listade i Catalogue of Life.